# Namsskogan Station
Namsskogan Station (Namsskogan stasjon) er en jernbanestation på Nordlandsbanen, der ligger ved byområdet Namsskogan i Namsskogan kommune i Norge. Stationen består af krydsningsspor med en øperron, et sidespor og en stationsbygning i rødmalet træ med ventesal og toilet.
Stationen åbnede 5. juli 1940, da banen blev forlænget fra Grong til Mosjøen. Den blev gjort fjernstyret og ubemandet 22. februar 2007.
Stationsbygningen blev opført i 1932 efter tegninger af Bjarne Friis Baastad fra NSB Arkitektkontor. Den toetages bygning er opført i træ i laftekonstruktion og rummede oprindeligt ventesal, ekspedition, telegraf og en tjenestebolig. Baastad stod desuden for en toiletbygning på stationen.